# Paimpol
Paimpolⓘ (bret. Pempoull) – miejscowość i gmina we Francji, w regionie Bretania, w departamencie Côtes-d’Armor.
Według danych na rok 1990 gminę zamieszkiwało 7856 osób, a gęstość zaludnienia wynosiła 333 osoby/km² (wśród 1269 gmin Bretanii Paimpol plasuje się na 40. miejscu pod względem liczby ludności, natomiast pod względem powierzchni na miejscu 406.).